# Казанская операция
Казанская операция — боевые действия 5-й армии и Арской группы 2-й армии Восточного фронта РККА против сил Народной армии КОМУЧа за контроль над Казанью, проходившие в сентябре 1918 года.

## Бои под Свияжском. Подготовка к контрнаступлению РККА
Поражение под Казанью поставило Советское правительство в тяжелейшее положение. Было потеряно Поволжье — давняя житница страны, отрезаны Средняя Азия и Сибирь. Советское руководство поставило задачу перед Восточным фронтом отбить город во что бы то ни стало.
Используя пополнения, командование Восточного фронта сформировало в районе западнее Казани Правобережную (ком. П. А. Славен) и Левобережную (ком. Я. А. Юдин) группы.
12—13 августа войска групп перешли в наступление и вышли на подступы к Казани, но в результате контрударов были отброшены на исходные позиции.
16 августа Левобережная и Правобережная группы были объединены в 5-ю армию (ком. Славен).
Был разработан общий план взятия Казани. По плану главный удар наносили войска 5-й армии, которые должны были с запада наступать на город по обоим берегам Волги. Правобережной группе поставили задачу овладеть правым берегом Волги в районе Казани. Левобережная группа, как наиболее многочисленная, должна была нанести удар вдоль железнодорожного полотна и собственно захватить Казань. Вспомогательный удар с севера наносила Арская группа 2-й армии.
В течение следующей недели под Казань прибыли подкрепления: 1-й Московский, 2-й и 6-й Петроградские, Оршанский, Старорусский, 4-й Латышский полки и две роты соединённых социалистических отрядов при ВЦИК.
Также под Казань прибыла Волжская военная флотилия (2 плавбатареи и 12 иных кораблей и судов), усиленная тремя миноносцами типа «Прочный» с Балтики и 16 самолётов. Позднее в распоряжение Реввоенсовета 5-й армии были переданы бронепоезда «Свободная Россия» и «Стенька Разин».
В главный штаб Восточного фронта РККА, расположенный в Свияжске, прибыл нарком по военно-морским делам Л. Д. Троцкий. Троцкий укрепляет дисциплину массовыми расстрелами (более подробно см. Троцкий в Свияжске (1918)).
Сосредоточение красных войск заставило командование Народной армии нанести превентивный удар.
27 августа 1918 года под Казань был переброшен отряд В. О. Каппеля (4 тыс. штыков и сабель), только что отбивший наступление 1-й армии Тухачевского на Симбирск. Каппель планировал высадиться глубоко в тылу противника, захватить Свияжск и железнодорожный мост через Волгу, чтобы перерезать коммуникации красных и вынудить их отойти от Казани. Обороняющие Казань части Народной армии должны были ударить с фронта.
В ночь с 28 на 29 августа белые высадились у Нижнего Услона, отбросили красноармейские части и вышли к Свияжску. Здесь бои носили самый ожесточённый характер. Красные подтянув резервы, нанесли по отряду Каппеля контрудар силами 1-го и 6-го Латышского стрелкового полка и Ржевского отряда при поддержке бронепоезда. Численное превосходство красных и слабая поддержка с фронта вынудили Каппеля отказаться от первоначального плана и начать по тылам противника отход к Казани. Во время этого рейда была внесена сумятица в тылу красных, разрушена железная дорога, захвачены трофеи, взята станция Тюрлема, где чуть было не попал в плен Троцкий, однако сорвать наступление большевиков не удалось.
В это время вновь осложнилась обстановка под Симбирском и отряд Каппеля направили для его обороны.
В ночь на 31 августа 1918 г. Волжская флотилия во главе с «Прочным», на котором находились командующий флотилией Ф. Ф. Раскольников и Л. Д. Троцкий, незаметно прошла мимо батарей за Верхний Услон и неожиданно обстреляла базу белых, вызвав пожар на стоявших там пароходах и баржах и вызвав панику среди частей противника. В завязавшейся орудийной перестрелке флотилия красных понесла потери: 1 канонерская лодка затонула, 2 других и 1 миноносец выбыли в долговременный ремонт, а ещё один миноносец, оставшийся в строю, был серьёзно поврежден.

## Взятие Казани войсками РККА
Перед началом наступления на Казань силы Красной Армии включали в себя:
- Правобережную группу 5-й армии РККА (3,5 тыс. чел., 16 орудий и 55 пулемётов) — в соответствии с планом операции, совместно с Левобережной группой наносила главный удар по городу с запада вдоль правого берега Волги[3];
- Левобережную группу 5-й армии РККА (4 тыс. чел., 19 орудий, 58 пулемётов) — в соответствии с планом операции, совместно с Правобережной группой наносила главный удар по городу с запада вдоль левого берега Волги[3];
- Арскую группу из состава 2-й армии РККА (командир В. М. Азин, 3,5 тыс. чел., 6 орудий и 30 пулемётов) — наносила вспомогательный удар с северо-востока вдоль реки Казанка[3].
- действия войск поддерживали 9 кораблей Волжской военной флотилии и 12 самолётов[2].

Всего: 11 тысяч штыков и сабель, 41 орудие, 143 пулемёта.
Казанская группировка Народной Армии (ком. П. А. Степанов) первоначально насчитывала около 6 тыс. штыков и сабель, но после ухода отряда Каппеля к Симбирску её численность составила 2,5 тысячи штыков и сабель, 33 орудия, 85 пулемётов.
Утром 5 сентября 1918 года после артиллерийской подготовки началось общее наступление 5-й армии Восточного фронта на Казань. Суда Волжской речной флотилии спустились по течению, поддержав огнём наступающие части и вступив в перестрелку с артиллерийскими батареями противника. В артиллерийской дуэли с тремя артиллерийскими батареями белых погибли вооружённые пароходы «Дельфин» и «Ташкент» (при этом комендоры «Ташкента» продолжали вести огонь из кормового орудия, пока судно не затонуло).
К 7 сентября 1918 года Правобережная группа РККА вышла к Волге, Левобережная группа РККА заняла деревни Красная Горка, Тура, Белая, Аракчино, Сухая Река и вышла на рубеж реки Казанка, а Арская группа заняла деревни Киндеры и Малые Клыки.
Также, 7 сентября 1918 года два самолёта РККА, которыми управляли лётчики Столярский и Свинарёв, с высоты 500 м под ружейно-пулемётным огнём сбросили бомбы на позиции противника в Казани.
8 сентября Левобережная группа РККА заняла Пороховую и Игумнову слободы и село Савиново.
9 сентября 1918 года частями РККА были заняты села Верхний и Нижний Услон и господствующая над городом высота. Отсюда по позициям белых начали вести огонь 15 орудий. Под прикрытием артиллерийского огня четыре канлодки Волжской флотилии («Ольга», «Олень», «Коновод» и «Меркурий») подавили пулемётным огнём расчеты артиллерийских батарей белых и высадили на пристани десант из 60 человек под командованием комиссара флотилии Н. Г. Маркина, который отбросил силы противника в город, удерживал пристань в течение часа, но после того, как из городского кремля по десанту и кораблям был открыт сильный артиллерийский огонь, десантники вернулись на корабли, захватив с собою замки от шести из восьми неприятельских орудий. Потери десанта были незначительны.
Одновременно перешли в наступление части РККА из Зелёного Дола. Их поддерживали огнём миноносцы, бронепоезд и авиация. Особенно жестокие бои шли за железнодорожный узел. Он несколько раз переходил из рук в руки.
В ночь с 9 на 10 сентября 1918 года миноносцы «Прыткий» и «Ретивый» высадили ещё один, более крупный десант — сводный батальон солдат и матросов.
Отбив атаки красных, утром 10-го сентября Степанов объявил об эвакуации из Казани сил Народной Армии, численно уступавших противнику в четыре раза Этого было явно недостаточно для обороны города. Отряды организованно оставили Казань. Вместе с ними покинуло город несколько десятков тысяч человек, в основном, представителей интеллигенции, служащих, духовенства. К двум часам дня 10 сентября опустевший город был взят красными.
Как отметил М. Я. Лацис в телеграмме Г. И. Петровскому, «Казань пуста, ни одного попа, ни монаха, ни буржуя»
После окончания боев в Казани трофеями Красной армии стали 2 бронепоезда, 12 орудий, пулемёты и склады с имуществом. За мужество и героизм в боях 5-й латышский стрелковый полк был награждён Почётным революционным Красным знаменем ВЦИК, командир катера «Борец за свободу» — Почетным Красным знаменем ВЦИК, экипаж канонерской лодки «Ваня-коммунист» — Красным знаменем.
В следующие дни Волжская флотилия продолжала преследование отходившей к устью Камы флотилии белых, одновременно с этим оказывая поддержку наступлению войскам Красной армии. В результате белые отступили до линии Лаишев — Чистополь — Симбирск.

## Значение
Американский историк Питер Кенез называет бои у Свияжска одним из решающих сражений гражданской войны.

### Комментарии
1. ↑  Распространена неподтвержденная история о том, что во 2-м Петроградском полку была проведена показательная децимация: расстрел каждого десятого[4]
2. ↑  23 августа 1918 года два самолёта РККА, которыми управляли лётчики И. У. Павлов и Ф. А. Ингаунис, с высоты 600 м сбросили бомбы на занятые белыми деревни Верхний Услон и Нижний Услон[7].

### Сноски
1. 1 2 3 4  Казанская операция 1918 // Гражданская война и иностранная интервенция в СССР. М., 1983
2. 1 2  Казанская операция 1918 // Советская военная энциклопедия. / ред. Н. В. Огарков. том 4. М., Воениздат, 1977. стр.28-29
3. 1 2 3 4 5 6 7 8  Гражданская война и военная интервенция в СССР. Энциклопедия / редколл., гл. ред. С. С. Хромов. — 2-е изд. — М., «Советская энциклопедия», 1987. стр.251-252
4. ↑  ВОЕННАЯ ЛИТЕРАТУРА - Военная история - Широкорад А. Б. Великая речная война - Архивная копия от 11 апреля 2020 на Wayback Machine
5. 1 2 3  Гражданская война в Поволжье, 1918—1920. / ред. М. К. Мухарямов. Казань, Татарское кн. изд-во, 1974. стр.92
6. 1 2 3  Николай Спакович.  Волжская военная флотилия // Гражданская война в России: Борьба за Поволжье. / сб., сост. А. Смирнов — М.: ACT: Транзиткнига; СПб.: Terra Fantastica, 2005. стр.237-246
7. 1 2  Гражданская война в Поволжье, 1918—1920. / ред. М. К. Мухарямов. Казань, Татарское кн. изд-во, 1974. стр.94
8. ↑  Гражданская война в Поволжье, 1918—1920. / ред. М. К. Мухарямов. Казань, Татарское кн. изд-во, 1974. стр.96
9. ↑  Гражданская война в Поволжье, 1918—1920. / ред. М. К. Мухарямов. Казань, Татарское кн. изд-во, 1974. стр.97
10. ↑  Казанский речной десант, 1918 // Большая Советская Энциклопедия. / редколл., гл. ред. Б. А. Введенский. 2-е изд. Т.19. М., Государственное научное издательство «Большая Советская энциклопедия», 1953. стр.308
11. ↑  ЦГАОР, ф. 393, оп. 1, д. 100, л. 47
12. ↑  Гражданская война в Поволжье, 1918—1920. / ред. М. К. Мухарямов. Казань, Татарское кн. изд-во, 1974. стр.98
13. ↑  Kenez, 1977, с. XV.

## Художественная литература
- Э. В. Барякина "Аргентинец", М: Рипол, 2011